# Haoua Dia Thiam
Pour les articles homonymes, voir Awa Thiam.
Haoua Dia Thiam, née en 1959 à Bamako (Mali), est une femme politique et autrice sénégalaise ayant été députée et ministre à plusieurs reprises au Sénégal.

## Biographie

### Formation
Haoua Dia Thiam naît en 1959 à Bamako au Mali. Elle est descendante par sa mère de la famille d'El Hadji Omar Tall Foutiyou au Mali. Son père est pharmacien.
Elle étudie la géographie à l'Université Cheikh Anta Diop de Dakar, où elle obtient une maîtrise. Elle complète ses études à l'École normale supérieure (ENS) de la Rue d'Ulm à Paris avec un certificat d'aptitude à l'enseignement secondaire (CAES) et travaille ensuite dix ans comme enseignante dans la lignée de sa mère,.
Alors qu'elle est encore étudiante, elle prendre sa carte au parti Acting Together et And Jëf/Parti Africain pour la Démocratie et le Socialisme (qui succède à Reenu-Rew/Racines de la nation en 1978). Elle s'engage d'abord dans la politique locale et est membre du conseil du quartier Médina à Dakar entre 1996 et 2014. Après avoir quitté And Jëf/PADS en 2008, elle devient membre du Parti Démocratique Sénégalais (PDS).

## Carrière politique
Suite à l'élection d'Abdoulaye Wade à la présidence de la république, Haoua Dia Thiam devient ministre des relations parlementaires dans le deuxième cabinet du Premier ministre Moustapha Niasse en avril 2000. Dans le cabinet suivant du Premier ministre Mame Madior Boye, elle est ministre des relations avec les institutions entre mars 2001 et novembre 2002,.
Sur la liste nationale du PDS, elle est élue pour la première fois députée à l'Assemblée nationale du Sénégal lors des élections du 29 avril 2001, où elle siège jusqu'au 25 février 2007. Durant son mandat au parlement, entre 2001 et 2007, elle est également présidente de la commission des affaires étrangères et des sénégalais de l'extérieur et rapporteur général du budget. Elle complète ses études supérieures en diplomatie et stratégie politique en 2009 par un diplôme d'études supérieures spécialisées (DESS) au Centre d'Etudes diplomatiques et stratégies (en) de Paris (CEDS).
Après avoir quitté le PDS, Haoua Dia Thiam érige son courant Yoonu Askan wi en parti politique. Celui-ci rejoint la coalition Union of Hope BBY (Benno Bokk Yakaar/Unis par l'espoir) où elle est active jusqu'en 2017. Lors des Élections législatives sénégalaises de 2012, elle est réélue députée à l'Assemblée nationale sur la liste BBY à Dakar et y occupe d'abord les fonctions de présidente de la commission de la culture et de la communication entre juillet 2012 et octobre 2013, puis celles de présidente de la commission de la santé, de la population, des affaires sociales et de la solidarité nationale depuis octobre 2013,,. Lors des élections du 30 juillet 2017, elle n'est pas réélue députée à l'Assemblée nationale.

### Engagement pour l'égalité
Haoua Dia Thiam participe à la première assemblée générale constitutive de Yeewu Yewwi. Elle est membre en 1994 du Conseil sénégalais des femmes (COSEF) luttant pour la promotion des droits des femmes au Sénégal, puis le préside de 2005 à 2008,,,,.
Elle est aussi présidente du Réseau des champions pour le financement adéquat de la santé de l'Organisation Ouest-Africaine de la Santé. Pendant la pandémie de Covid-19, elle devient président de la Plateforme Femmes Debout,,.